# Nardia compressa
Nardia compressa là một loài Rêu trong họ Jungermanniaceae. Loài này được (Hook.) Gray mô tả khoa học đầu tiên năm 1821.

## Hình ảnh

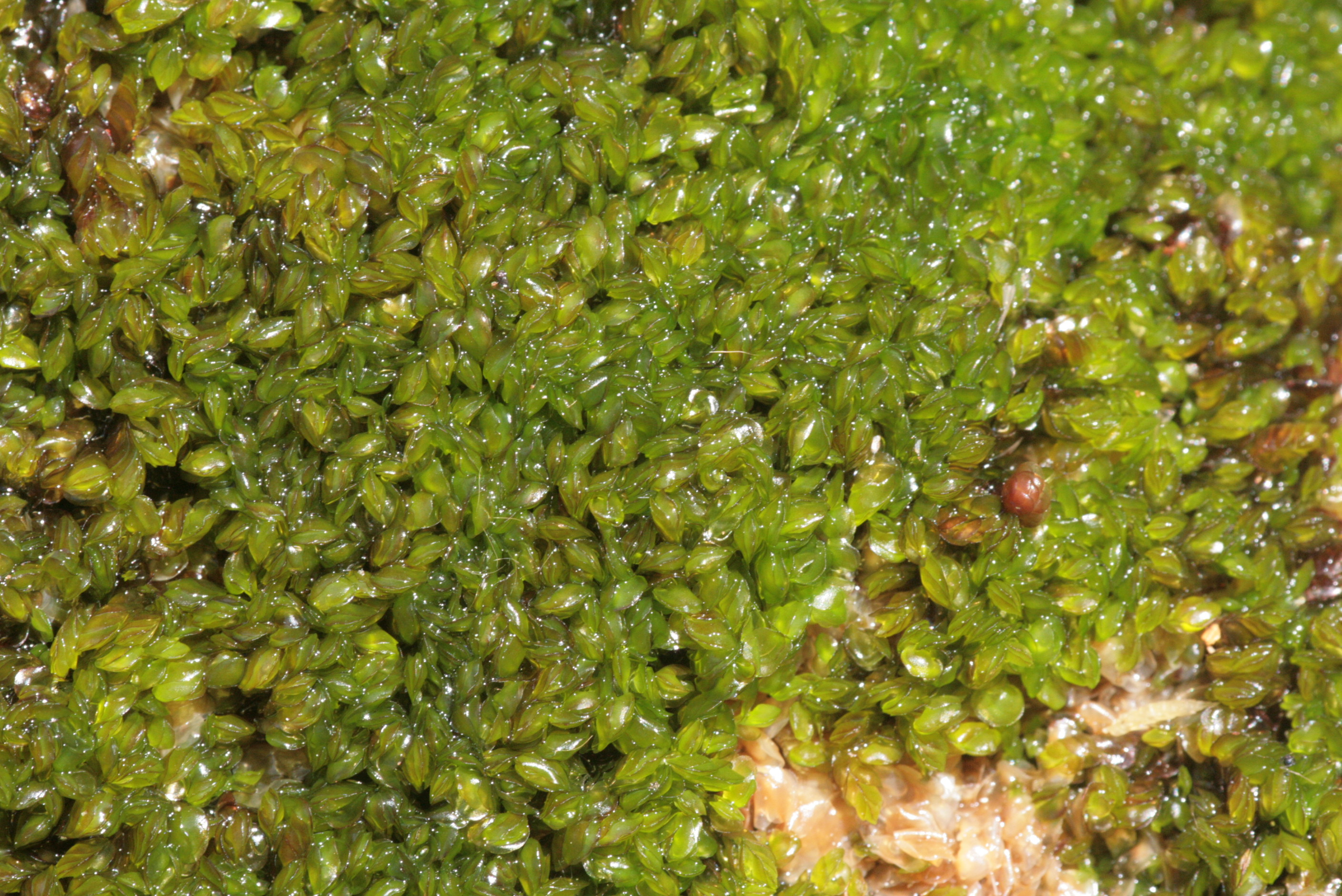
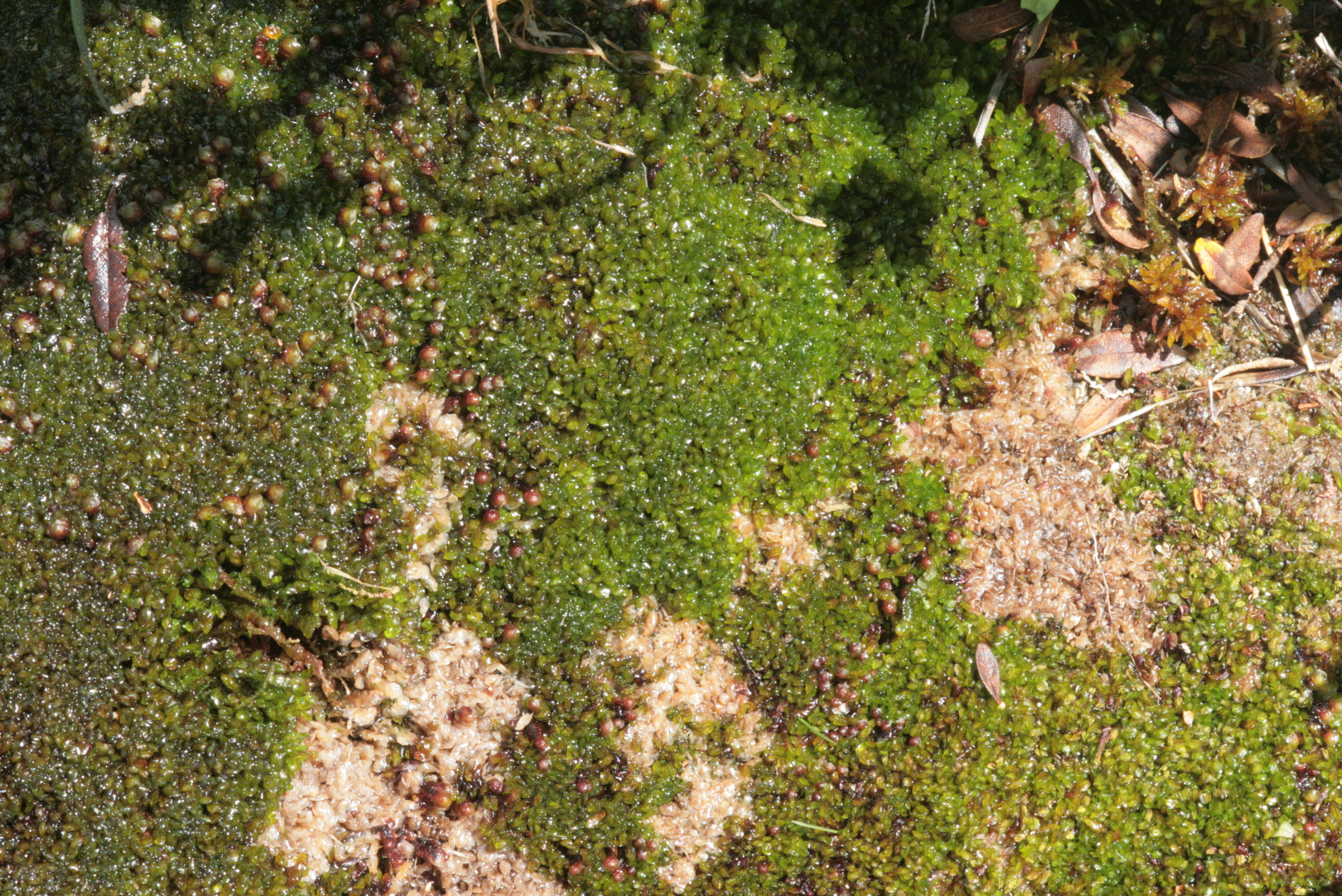
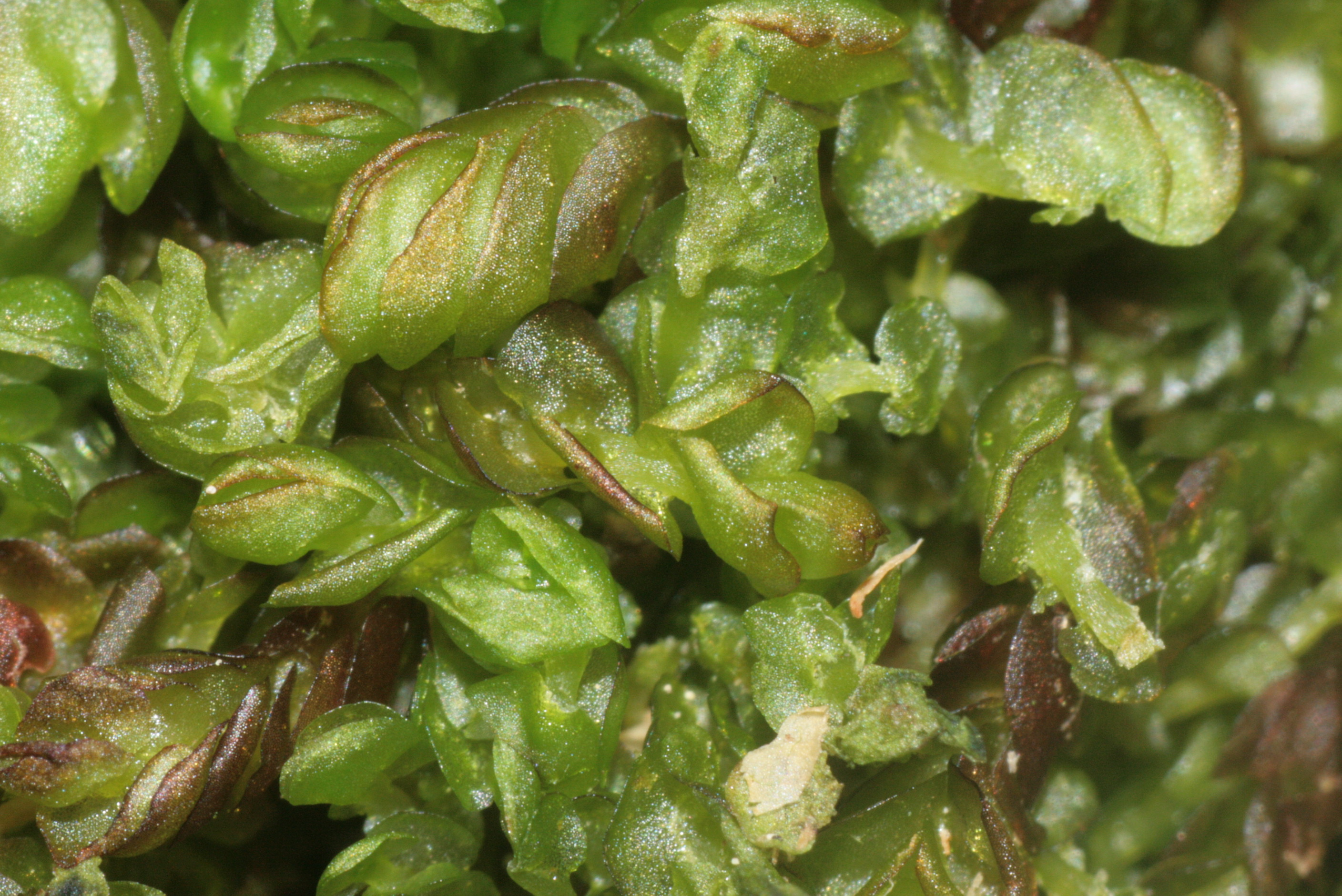
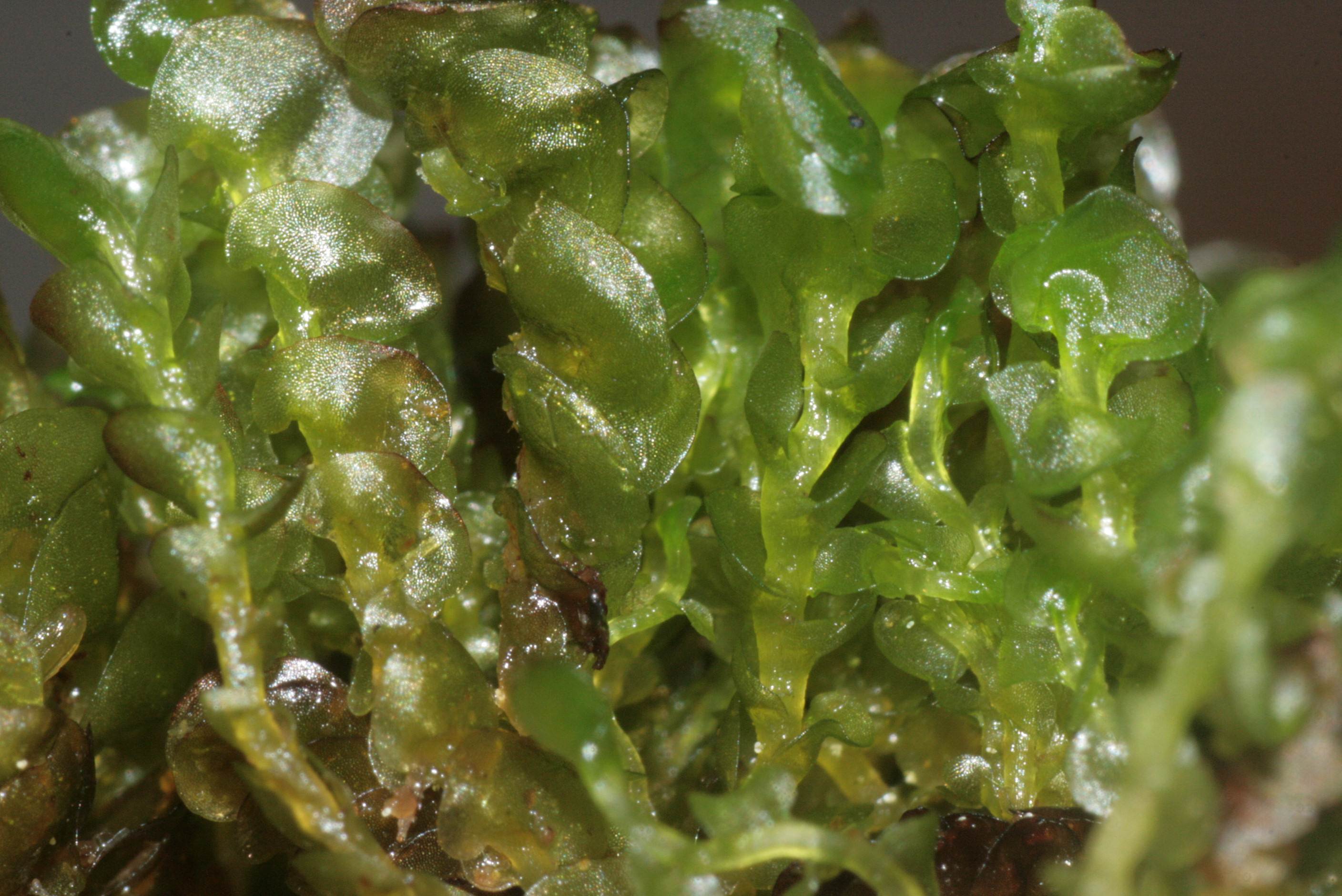